# Rudolf von Kapri
Rudolf von Kapri (* 9. Januar 1887 in Neumarkt in Steiermark, Österreich-Ungarn; † 31. August 1946 in Graz; laut Taufbuch: Rudolfus Zador Ferdinandus von Kapri de Merecey) war ein österreichischer Journalist, Schriftsteller und Lyriker. Seit dem Adelsaufhebungsgesetz 1919 hieß er Rudolf Kapri.

## Leben

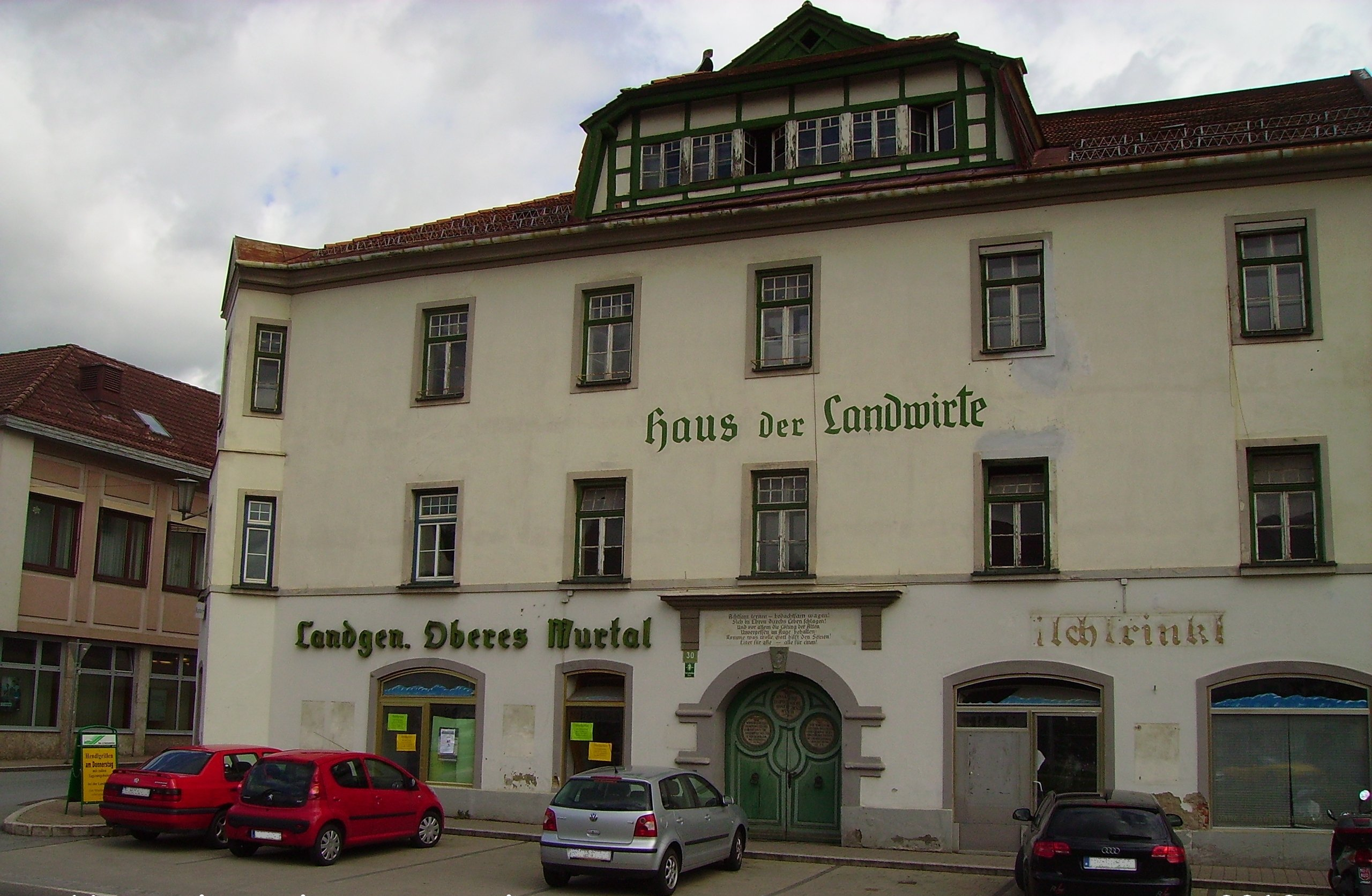
Kapris Geburtshaus in Neumarkt i. Stmk. (2010)

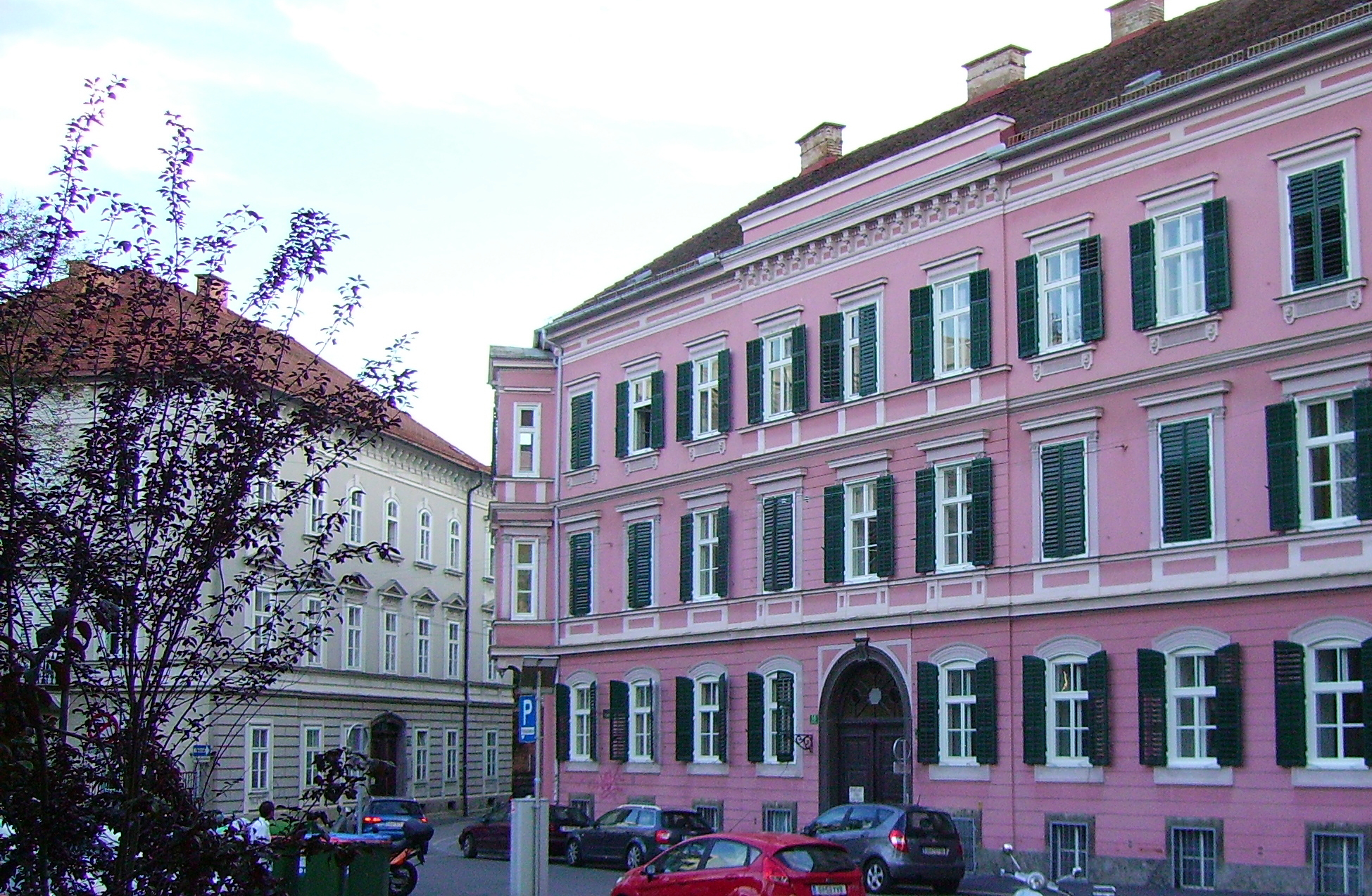
Kapris letzte Lebensstation: Graz, Kroisbachgasse 16 (heute: Wastiangasse). (2010)

Rudolf Freiherr von Kapri war der Sohn des k. u. k. Bezirksgerichts-Adjunkts in Neumarkt Ferdinand Freiherr von Kapri de Merecey und seiner Gattin Henriette, geb. Neuwerth. Er ist Nachkomme einer Bukowiner Adelsfamilie armenischer Herkunft.
Das schriftstellerische Talent erbte er von seiner Großmutter Mathilde von Kapri, die gleichfalls Schriftstellerin war. Nach Absolvierung der Gymnasien in Graz und Leoben studierte er Philosophie in Graz und Wien. Schon in jungen Jahren interessierte er sich für Literatur, wie der Briefverkehr mit Hermann Hesse und anderen zeitgenössischen Schriftstellern zeigt.
Im Hauptberuf war er nach seinem Studium zunächst als Journalist und Redakteur tätig; 1912–1919 bei der Wiener Wochenschrift Die Zeit, für die er auch als Frontsoldat im Ersten Weltkrieg 1914–1918 berichtete; 1921–1923 Pressechef der Grazer Messe; gleichzeitig Mitarbeiter der Grazer Tagespost und ab 1923 deren Redakteur, ab 1934 Chefredakteur-Stellvertreter bis 1938.
Nach dem Dollfuß-Putsch 1933 und der Einführung der Pressezensur wurde am 28. Juni 1933 ein die Regierung kritisierender Artikel im Abendblatt der Tagespost erschien, erwirkte die Staatsmacht Strafanzeige gegen Kapri und beschlagnahmte die noch nicht ausgelieferte Auflage, 10.000 Exemplare. Das Strafverfahren wurde jedoch eingestellt, weil die Vorwürfe haltlos waren und ein Artikel gleichen Inhalts im Salzburger Volksblatt ohne Beanstandung der Behörden erscheinen durfte. Kapris politische Zeitungskommentare brachten ihn zudem in den 1930er Jahren mehrfach wegen Verstoßes gegen § 30 des Pressegesetzes mit den Behörden in Konflikt.
Nach dem Anschluss Österreichs 1938 an das Deutsche Reich entfernten ihn die neuen nationalsozialistischen Machthaber aus dem Redaktionsdienst und nahmen ihn in Haft. Kapris katholisch-rechtskonservative Gesinnung und seine politischen Kommentare machten ihn zu einem aktiven Gegner des Nationalsozialismus. Auch die Tätigkeit als Regierungskommissär und Vertrauter des stellvertretenden steirischen Landeshauptmanns und späteren Justiz- und Außenministers Berger-Waldenegg (1934–1936 in der Regierung Schuschnigg) machte ihn den Nazis verdächtig.
Nach der Haftentlassung überlebte er den Krieg als Mitarbeiter einer Sterbekasse, später deren Leiter. Erst nach der Befreiung Österreichs 1945 durfte er wieder öffentlich schreiben. Er veröffentlichte Gedichte in der Neuen Steirischen Zeitung, 1945 beauftragte ihn als ersten Chefredakteur die Landesparteileitung der ÖVP mit dem Aufbau der parteieigenen Zeitung Das Steirerblatt. Im Frühjahr 1946 trat er  den Posten an Helmut Schuster ab, blieb dessen Stellvertreter und Kulturschriftleiter. Neben dieser Tätigkeit war Kapri noch Korrespondent für die Nachrichten-Agentur Reuters.
Im April 1946 traf Kapri ein Schlaganfall, von dem er sich nicht mehr erholte. Er starb am 31. August des gleichen Jahres. Die Beisetzung auf dem St.-Leonhard-Friedhof in Graz erfolgte unter großer Anteilnahme der Journalistenkollegen und Repräsentanten von Kirche und Staat, wie Dompfarrer Rochus Kohlbach, Polizeipräsident Anton Jaklitsch und des späteren Bundeskanzlers Alfons Gorbach.

## Charakteristik
In seinen Gedichten findet man „Heimat und Fremde, Natur und Kultur, Göttliches und Menschliches“.
Rudolf List, Kulturredakteur und Schriftsteller, erinnerte zum Jahresende 1970 in der Südost Tagespost an das literarische Schaffen des Schriftstellers und stellte Kapri in die Reihe namhafter Grazer Lyriker, um ihn und sein Werk vor dem Vergessen zu bewahren. Die Germanistin und Kunsthistorikerin Elisabeth Welzig zählt Kapri in ihrer Dissertation 1978 über Literatur und journalistische Literaturkritik in der Steiermark nach dem Weltkrieg zu den wichtigsten steirischen Literaturkritikern.

## Werke
Kapri war, wie das Österreichische Biographische Lexikon schreibt, ein feinsinniger, in Rilkes Sprachzucht geschulter Lyriker. Er trat 1923 mit formstrengen Gedichten hervor, die ihn auf einem eng begrenzten, aber sicher beherrschten Bereich traumhaft zarter Stimmungslyrik daheim zeigten. Von religiösen Motiven ausgehend sind zwei seiner Gedichtsammlungen nach bekannten Madonnenbildern benannt. Er verfasste auch Kriegsgedichte (1914–1918), ferner Stimmungsbilder aus Stadt und Land und von Reisen. Einige während des Zweiten Weltkrieges entstandene Gedichte drücken die Hoffnung auf baldige Befreiung aus (Kein Stern im Dunkel, 1942; Traum von Bethlehem, 1943; In der Zeiten Irrsal, 1944). Sie sind auch für die Zeitgeschichte von hohem Wert. Das Gedicht Ewiges Österreich, 1945 entstanden, ist ein solches Zeugnis, das die Freude über das Kriegsende und die Befreiung Österreichs von Unterdrückung und Terror zum Ausdruck bringt. Für Kapri war es nicht nur die Wiedergewinnung der nationalen Freiheit, sondern ganz persönlich die Erfüllung seiner Sehnsucht nach den Jahren des erzwungenen Schweigens wieder frei schreiben zu können.
Seine Gedichte sind in folgenden Bänden erschienen:
- Armenische Madonna. Verlag Ulrich Moser, Graz 1923.
- Die Zingarella. Gedichte und Gedanken Verlag Ulrich Moser, Graz 1926.
- Der bunte Vogel Querschnitt Verlag, Graz 1946.

Gedichte wurden auch in literarischen Zeitschriften (beispielsweise „Die Aktion“ Berlin 1917 und 1918) und in Büchern (beispielsweise „Kunst in Österreich“, ein Künstler-Almanach von 1934, Leoben) veröffentlicht. Im „Neuen Soldatenkalender 1932“, Leykam Graz, tritt er mit Die Taten der Belgier, eine Geschichte des ehemaligen k. u. k. steirischen Infanterieregimentes Nr. 27 (Beiname „König der Belgier“), und mit der Kriegserzählung Aus den sieben Gemeinden in Erscheinung. Im Soldatenkalender von 1934 ist seine Novelle Schüsse an der Lateinerbrücke über die Ermordung des österreichischen Thronfolgerpaares 1914 in Sarajevo erschienen.

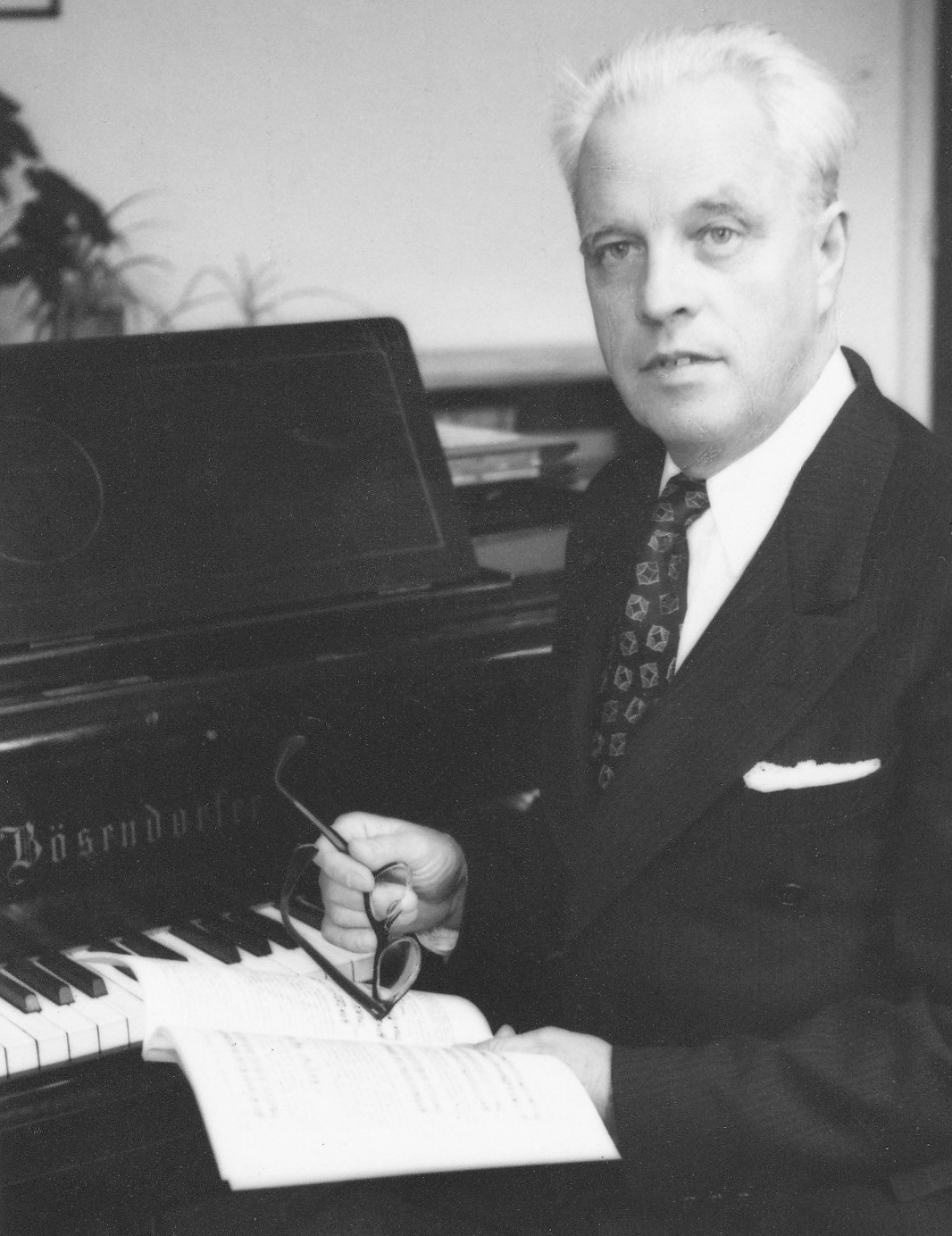
Komponist Konrad Stekl (1901–1979)

Die Bekanntschaft mit dem vielseitigen österreichischen Komponisten, Dirigenten und Musikpädagogen Konrad Stekl führte zu Kompositionen nach vier Gedichten von Kapri:
- Sanfter Abend zum Orchesterlied, op. 2a, Nr. 1 (um 1925)
- Bewegte Nacht zum Orchesterlied, op. 2a, Nr. 2 (um 1925)
- Juninacht zu einem Madrigal für 4-stimmigen Männerchor, op. 19, Nr. 2, 1931
- Im Morgenglanz zu zwei Madrigale für gemischten Chor und für 4-stimmigen Männerchor (als Anhang), op. 19, Nr. 4, beide 1931

Ein weiterer österreichischer Komponist, Otto Siegl (1896-1978), schrieb drei Musikstücke für Gesang und Klavier (op. 40) nach Texten der Kapri-Gedichte Im Morgenglanz, Osterland und Glockenspiel von Riva.
In jungen Jahren stand er im Briefverkehr mit Hermann Hesse. Kapri bewunderte Hesse. Zu dessen 50. Geburtstag am 2. Juli 1927 widmete er dem Schriftsteller einen Artikel in der Grazer Tagespost. Kontakte pflegte er mit dem deutschsprachigen böhmischen Schriftsteller Camill Hoffmann.